# Vancé
Vancé est une commune française, située dans le département de la Sarthe en région Pays de la Loire, peuplée de 287 habitants. La commune fait partie de la province historique du Maine et se situe dans le Haut-Maine.

## Géographie
| Sainte-Osmane   | Cogners         | La Chapelle-Huon    |
|                 | Vancé           | Bessé-sur-Braye     |
| Ruillé-sur-Loir | Ruillé-sur-Loir | La Chapelle-Gaugain |

### Climat
Pour des articles plus généraux, voir Climat des Pays de la Loire et Climat de la Sarthe.
En 2010, le climat de la commune est de type climat océanique dégradé des plaines du Centre et du Nord, selon une étude du CNRS s'appuyant sur une série de données couvrant la période 1971-2000. En 2020, Météo-France publie une typologie des climats de la France métropolitaine dans laquelle la commune est exposée à un climat océanique altéré et est dans la région climatique  Moyenne vallée de la Loire, caractérisée par une bonne insolation (1 850 h/an) et un été peu pluvieux. 
Pour la période 1971-2000, la température annuelle moyenne est de 10,9 °C, avec une amplitude thermique annuelle de 14,6 °C. Le cumul annuel moyen de précipitations est de 734 mm, avec 11,6 jours de précipitations en janvier et 7 jours en juillet. Pour la période 1991-2020, la température moyenne annuelle observée sur la station météorologique de Météo-France la plus proche, sur la commune de Saint-Christophe-sur-le-Nais à 27 km à vol d'oiseau, est de 12,1 °C et le cumul annuel moyen de précipitations est de 682,2 mm,. Pour l'avenir, les paramètres climatiques de la commune estimés pour 2050 selon différents scénarios d'émission de gaz à effet de serre sont consultables sur un site dédié publié par Météo-France en novembre 2022.

## Urbanisme

### Typologie
Au 1er janvier 2024, Vancé est catégorisée commune rurale à habitat très dispersé, selon la nouvelle grille communale de densité à sept niveaux définie par l'Insee en 2022.
Elle est située hors unité urbaine et hors attraction des villes,.

### Occupation des sols
L'occupation des sols de la commune, telle qu'elle ressort de la base de données européenne d’occupation biophysique des sols Corine Land Cover (CLC), est marquée par l'importance des territoires agricoles (97,8 % en 2018), une proportion identique à celle de 1990 (97,8 %). La répartition détaillée en 2018 est la suivante : 
prairies (45 %), terres arables (37,5 %), zones agricoles hétérogènes (15,3 %), zones urbanisées (2,1 %), forêts (0,1 %). L'évolution de l’occupation des sols de la commune et de ses infrastructures peut être observée sur les différentes représentations cartographiques du territoire : la carte de Cassini (XVIIIe siècle), la carte d'état-major (1820-1866) et les cartes ou photos aériennes de l'IGN pour la période actuelle (1950 à aujourd'hui).

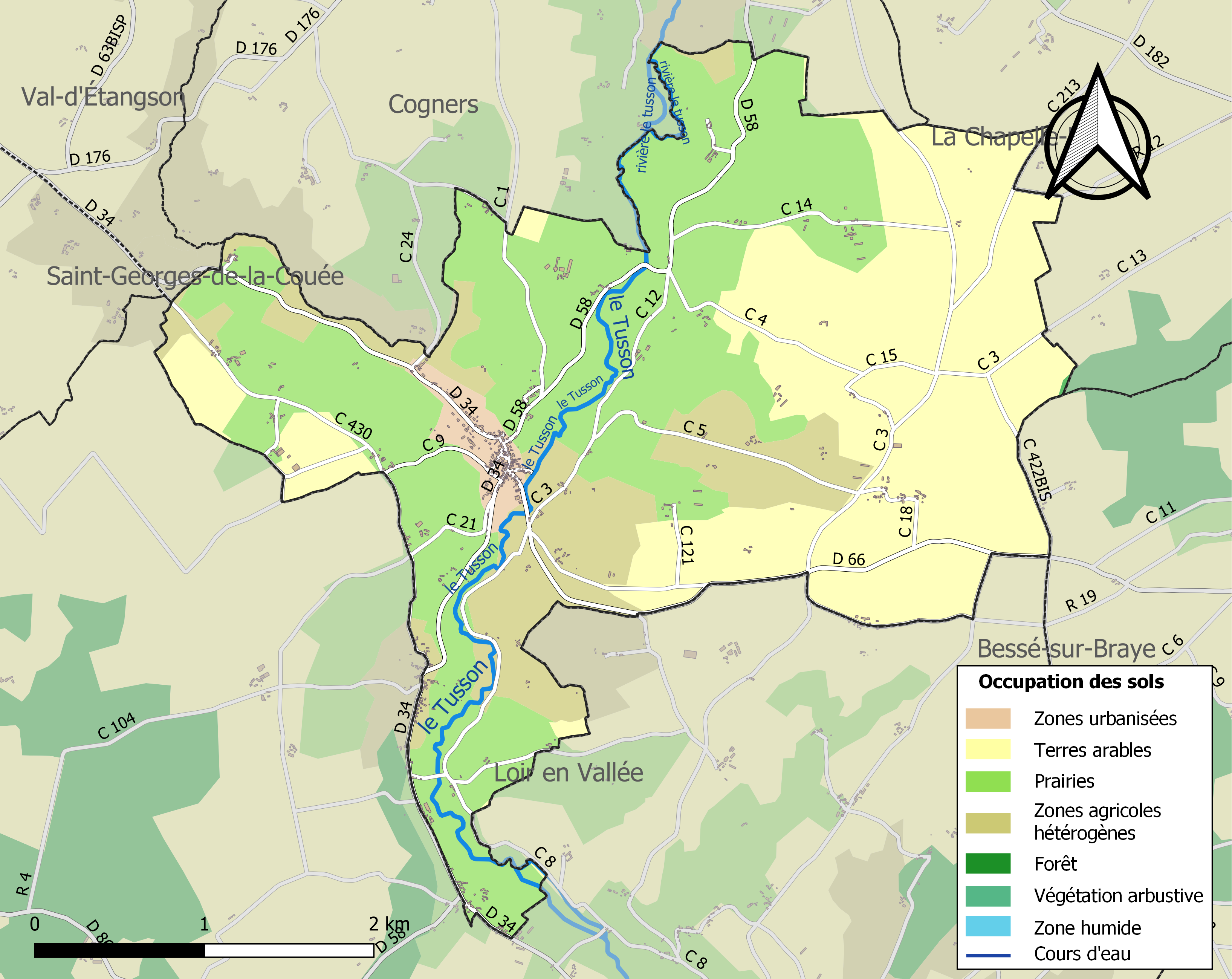
Carte des infrastructures et de l'occupation des sols de la commune en 2018 (CLC).

## Toponymie
Le gentilé est Vancéen.

## Histoire

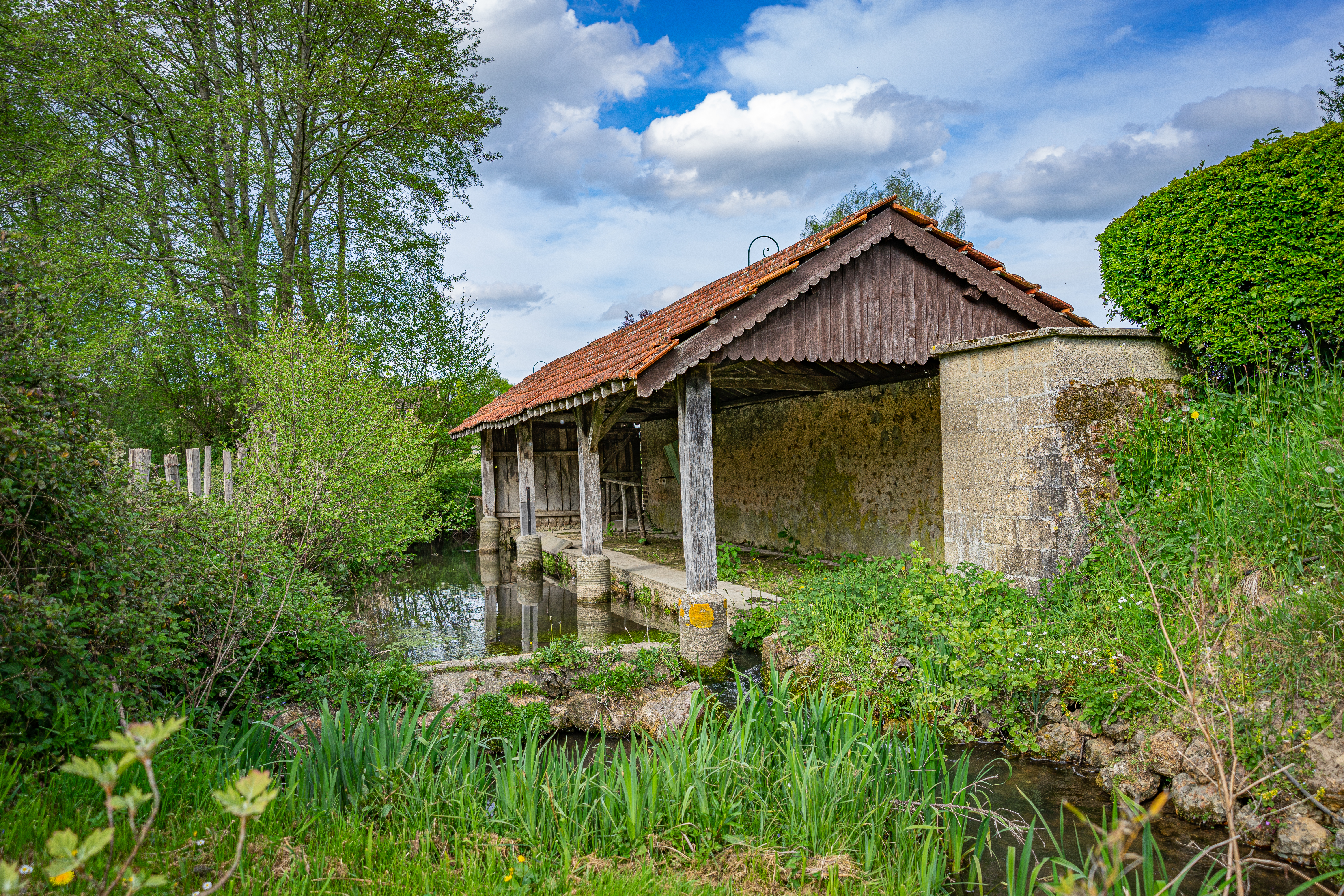
Le lavoir.

Le lavoir, l'ancien barrage du la rivière qui alimentait naguère le moulin attenant, ou encore le monument aux morts, font partie intégrante de l'histoire de Vancé.

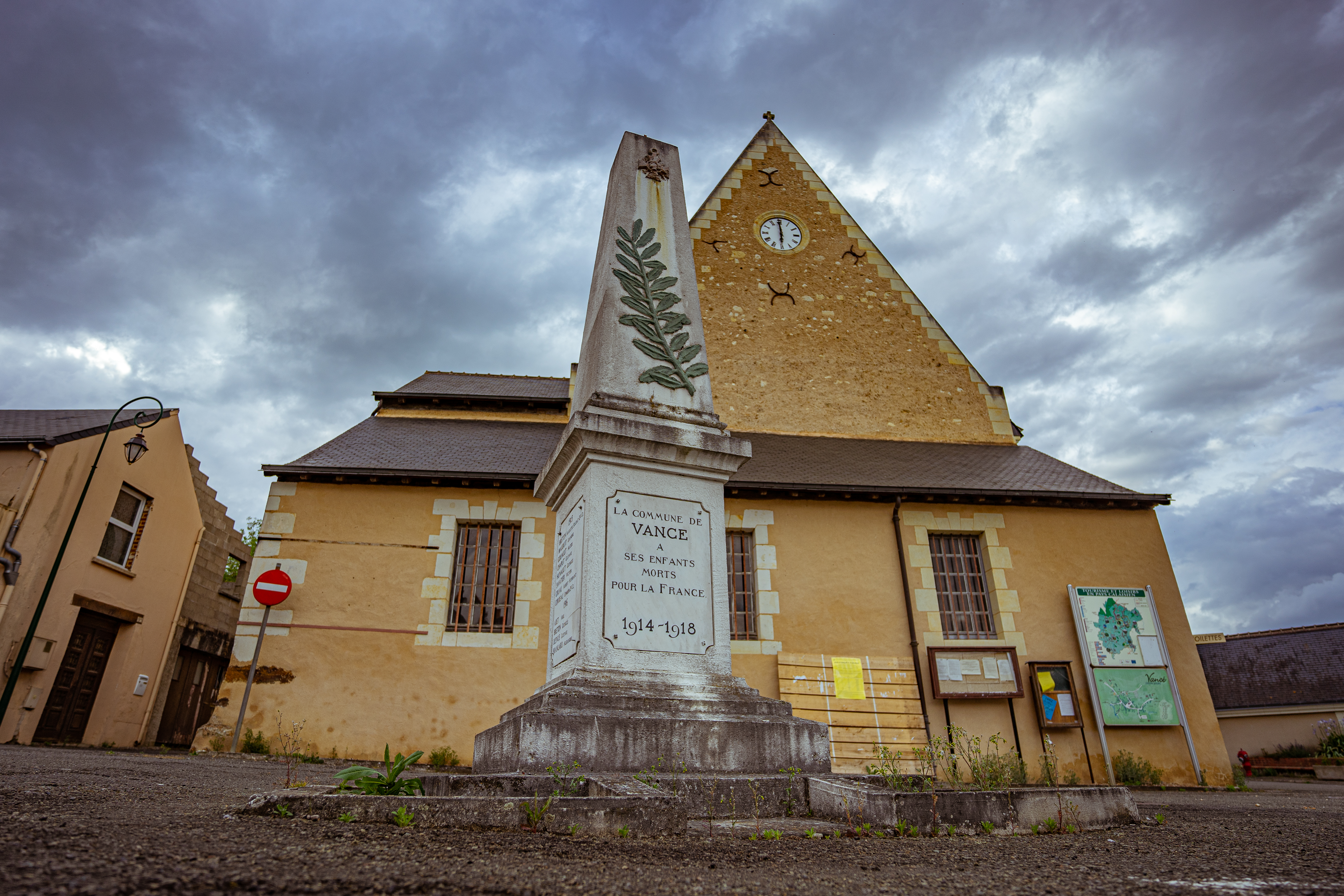
Le monument aux morts.
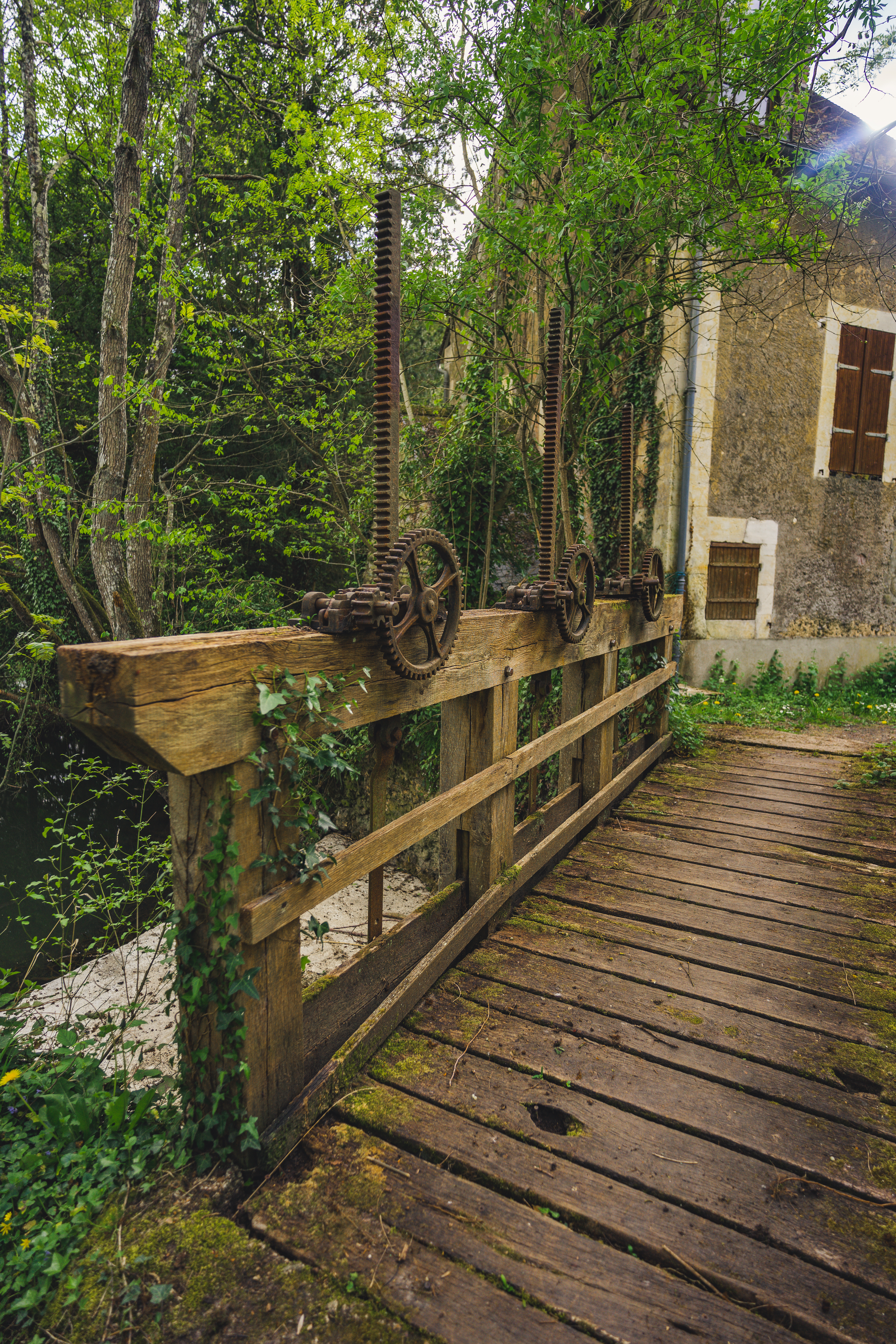
Petit pont.
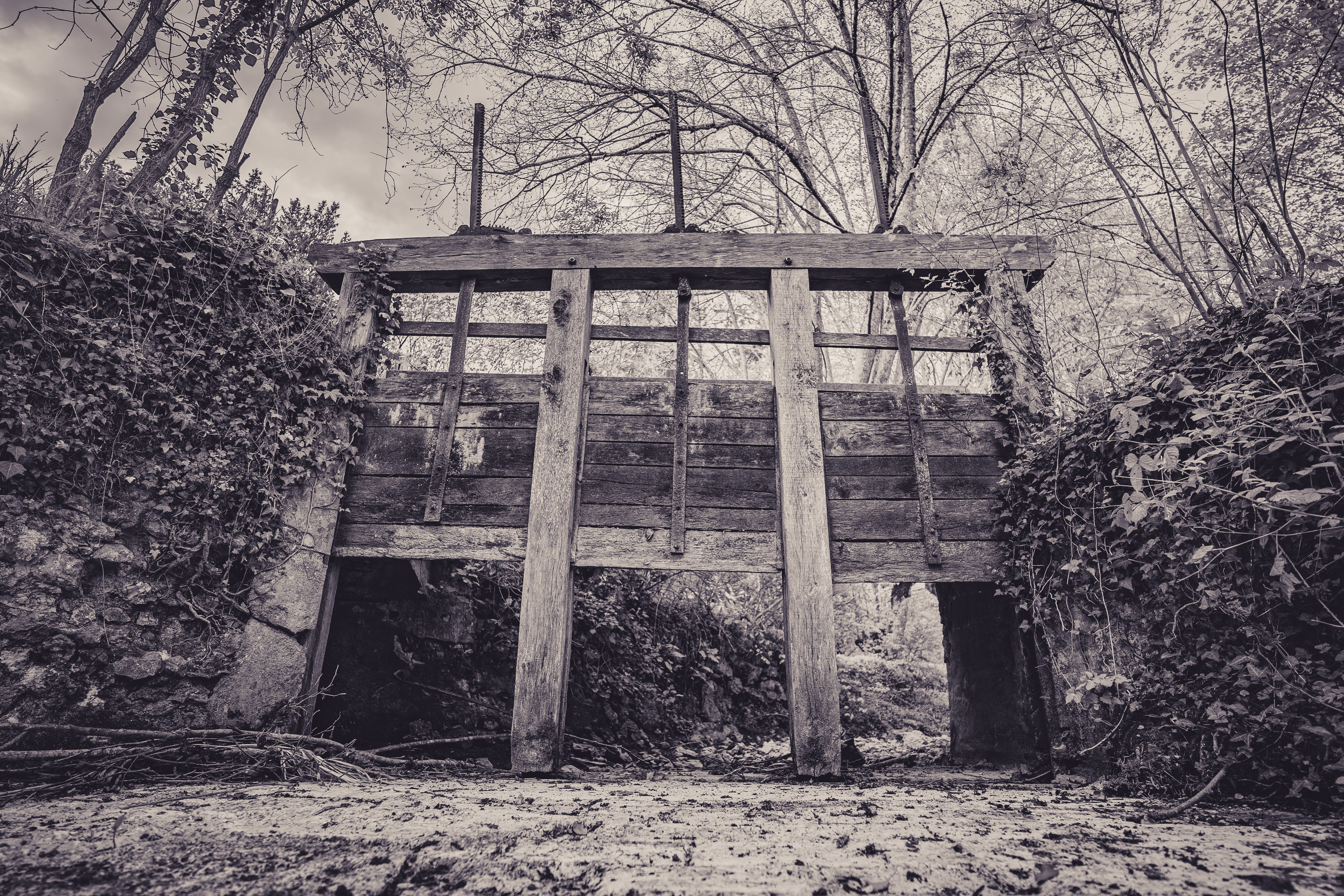
Le barrage de la rivière.

## Politique et administration

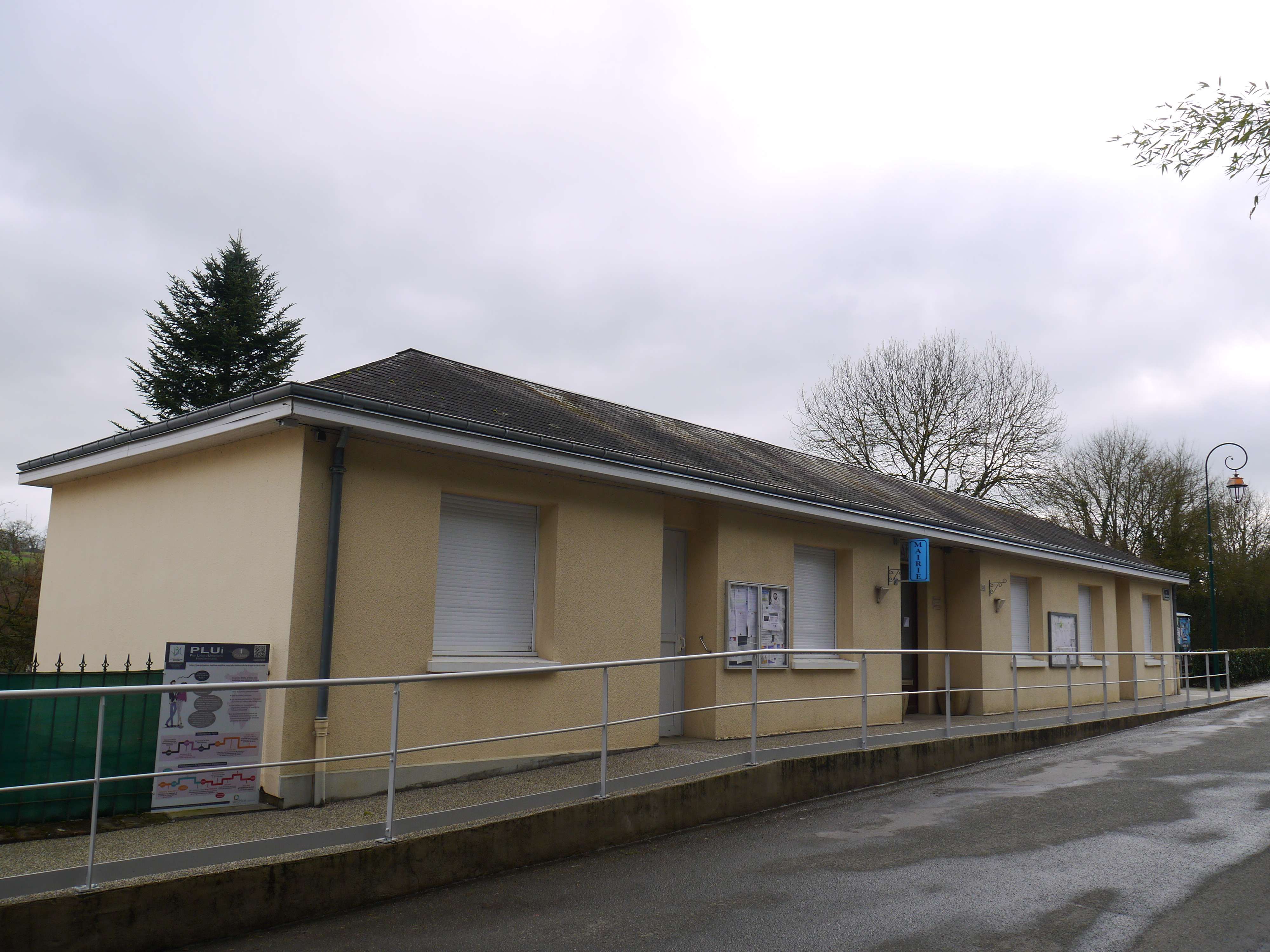
La mairie.

### Liste des maires
| Période                                  | Période                  | Identité               | Étiquette | Qualité                                                           |
| ---------------------------------------- | ------------------------ | ---------------------- | --------- | ----------------------------------------------------------------- |
| Les données manquantes sont à compléter. |                          |                        |           |                                                                   |
|                                          |                          | Léon Esnault           |           |                                                                   |
| mars 1983                                | mars 1989                | Jean Mauclair          | DVD       | Crieur de ventes Conseiller général de Saint-Calais (1985 → 1998) |
| mars 1989                                | mars 2001                | Rémi Huger (1932-2023) |           | Dirigeant de scierie                                              |
| mars 2001                                | mars 2008                | Maurice Trottin        |           |                                                                   |
| mars 2008                                | février 2009 (démission) | Béatrice Luquet        | SE        |                                                                   |
| mars 2009                                | mars 2014                | Jacqueline Galpin      | SE        | Exploitante agricole                                              |
| mars 2014                                | juillet 2020             | Jean-Jacques Herpin    | SE        | Agriculteur                                                       |
| juillet 2020                             | En cours                 | Hubert Paris           | SE        | Ancien chef d’entreprise                                          |

## Démographie
L'évolution du nombre d'habitants est connue à travers les recensements de la population effectués dans la commune depuis 1793. Pour les communes de moins de 10 000 habitants, une enquête de recensement portant sur toute la population est réalisée tous les cinq ans, les populations de référence des années intermédiaires étant quant à elles estimées par interpolation ou extrapolation. Pour la commune, le premier recensement exhaustif entrant dans le cadre du nouveau dispositif a été réalisé en 2006.
En 2022, la commune comptait 287 habitants, en évolution de −11,69 % par rapport à 2016 (Sarthe : −0,25 %, France hors Mayotte : +2,11 %).
| 1793 | 1800 | 1806  | 1821  | 1831  | 1836  | 1841  | 1846  | 1851 |
| ---- | ---- | ----- | ----- | ----- | ----- | ----- | ----- | ---- |
| 946  | 914  | 1 035 | 1 102 | 1 106 | 1 044 | 1 055 | 1 040 | 916  |

| 1856 | 1861 | 1866 | 1872 | 1876 | 1881 | 1886 | 1891 | 1896 |
| ---- | ---- | ---- | ---- | ---- | ---- | ---- | ---- | ---- |
| 897  | 848  | 868  | 846  | 810  | 769  | 788  | 761  | 756  |

| 1901 | 1906 | 1911 | 1921 | 1926 | 1931 | 1936 | 1946 | 1954 |
| ---- | ---- | ---- | ---- | ---- | ---- | ---- | ---- | ---- |
| 738  | 693  | 732  | 669  | 631  | 606  | 611  | 629  | 559  |

| 1962 | 1968 | 1975 | 1982 | 1990 | 1999 | 2006 | 2011 | 2016 |
| ---- | ---- | ---- | ---- | ---- | ---- | ---- | ---- | ---- |
| 541  | 541  | 440  | 374  | 332  | 329  | 350  | 334  | 325  |

| 2021 | 2022 | - | - | - | - | - | - | - |
| ---- | ---- | - | - | - | - | - | - | - |
| 298  | 287  | - | - | - | - | - | - | - |

## Enseignement

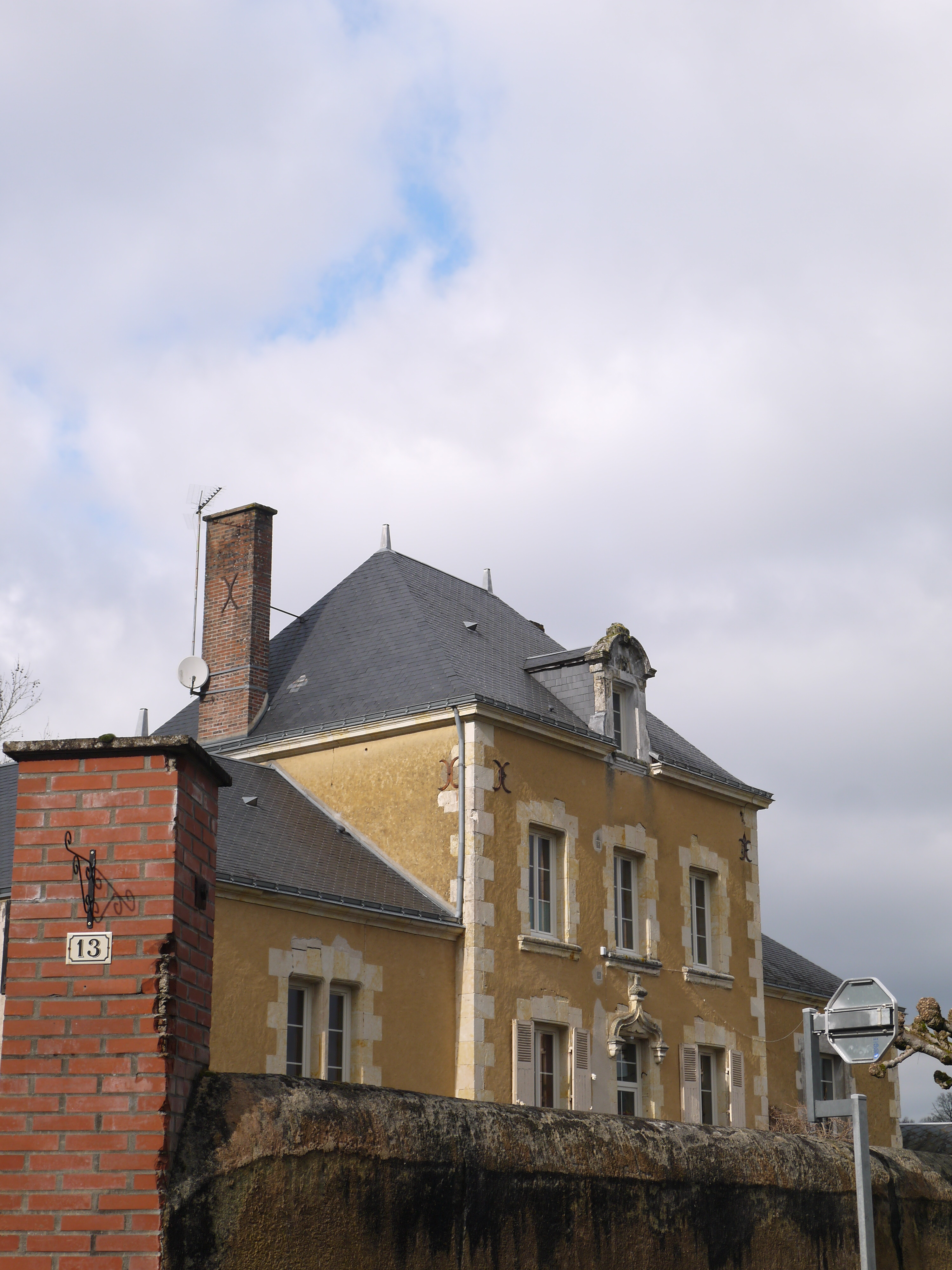
L'école publique Marcel-Pagnol.

- École publique Marcel-Pagnol.

## Lieux et monuments
- Église Saint-Martin.
- Lavoir du XIXe siècle.